# Костино (Алапаєвський міський округ)
Ко́стино (рос. Костино) — село у складі Алапаєвського міського округу (Верхня Синячиха) Свердловської області.
Населення — 1083 особи (2010, 1208 у 2002).
Національний склад населення станом на 2002 рік: росіяни — 96 %.